# Rathaus (Kintore)

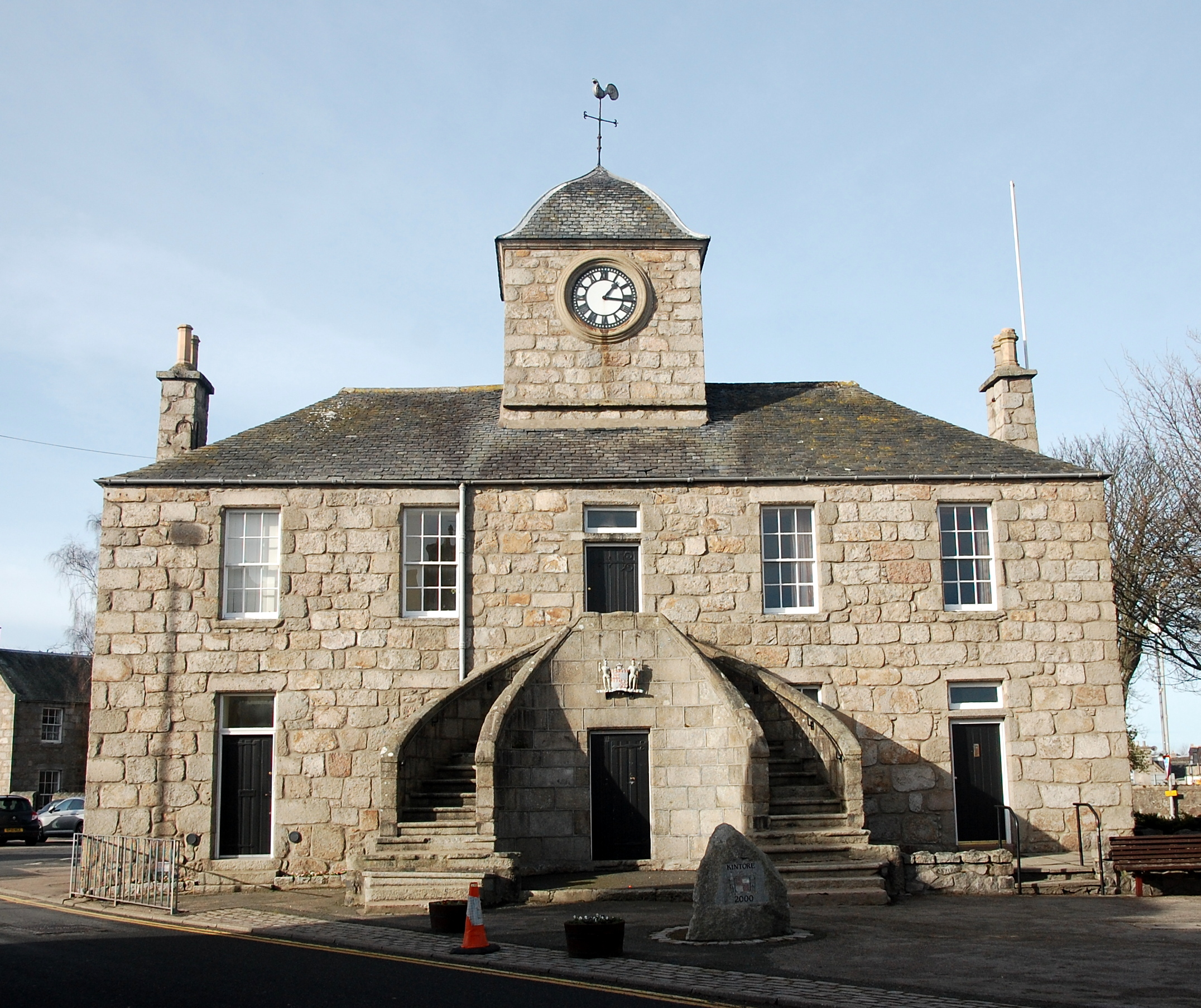
Rathaus von Kintore

Das Rathaus von Kintore befindet sich in der schottischen Ortschaft Kintore in der Council Area Aberdeenshire. 1972 wurde das Bauwerk in die schottischen Denkmallisten in der höchsten Denkmalkategorie A aufgenommen.

## Geschichte
John Keith, 3. Earl of Kintore ließ das Gebäude auf eigene Kosten zwischen 1737 und 1747 errichten, nachdem er zum Bürgermeister Kintores gewählt worden war. Das Rathaus beherbergte einst auch das Gefängnis des Burghs Kintore. Im späten 18. Jahrhundert wurde links ein Anbau hinzugefügt. Die Glocke wurde im Jahre 1702 gegossen.

## Beschreibung
Das Rathaus von Kintore steht auf einem The Square genannten Platz, einer Verkehrsinsel an der Einmündung der Forrest Road in die B987 im historischen Zentrum Kintores, das sich heute am Ostrand der Ortschaft befindet. Bezüglich Qualität und Baustil ist das Rathaus für seine Zeit außergewöhnlich. Die südostexponierte Hauptfassade des zweistöckigen Granitbaus ist fünf Achsen weit. Markant sind die beiden geschwungenen Treppen, die zum Eingangsportal im Obergeschoss führen. Auf dem Dach setzt sich mittig ein Glockenturm mit geschweifter Haube fort.